# ویلسنویل (آلاباما)
ویلسنویل (به انگلیسی: Wilsonville) شهرکی در شهرستان شلبی ایالت آلاباما است که مساحت آن ۲۸٫۱ کیلومترمربع است و در سرشماری سال ۲۰۱۰ میلادی، ۱٬۸۲۷ نفر جمعیت داشته و تراکم جمعیتی آن، ۶۵٫۰۲ نفر در کیلومترمربع بوده است.